# 防犯少年団
防犯少年団（ぼうはんしょうねんだん）は、防犯活動を日々行い、地域への啓発活動等を行う子供たちの集団。

## 概要
近年、犯罪の増加に伴い、子供たちからの目線での訴え等を必要とする声が大きくなった為、社会活動の一環として「一部地域」で発足されてきた。